# Lijst van burgemeesters van Roosteren
Dit is een lijst van burgemeesters van de voormalige Nederlandse gemeente Roosteren. Deze ging op 1 januari 1982 op in de gemeente Susteren.
| Ambtsperiode | Naam burgemeester                          | Partij of stroming | Bijzonderheden |
| ------------ | ------------------------------------------ | ------------------ | --- |
| 18?? - 18??  | Georgius Jacobus baron de Plevits d'Alfens |                    | (1757-1825) |
| 1839 - 1851  | J.S. Schoolmeesters                        |                    | |
| 1851 - 1860  | H. Beckers                                 |                    | |
| 1860 - 1897  | Jean (J.) Schoolmeesters                   |                    | |
| 1897 - 1934  | Jan Willem (J.W.) Schoolmeesters           |                    | opvolger van zijn vader |
| 1934 - 1941  | Mathieu (M.E.Ch.A.L.) Smets                |                    | |
| 1941 - 1942  | J.H. Ruijpers                              |                    | tevens burgemeester van Grevenbicht en Obbicht en Papenhoven; eerder burgemeester van Schin op Geul                        |
| 1943 - 1944  | J.H. Schreurs                              | NSB                | waarnemend, tevens in ongeveer dezelfde periode (waarnemend) burgemeester van Grevenbicht, Obbicht en Papenhoven en Urmond |
| 1944         | Jan (J.M.) Peters                          | (KVP)              | waarnemend |
| 1944 - 1969  | Mathieu (M.E.Ch.A.L.) Smets                |                    | |
| 1969 - 1982  | Bert (A.G.J.) van Goethem                  | KVP / CDA          | vanaf 1972 waarnemend burgemeester van Roosteren en burgemeester van Susteren, later burgemeester van Beek                 |